# Natalja Petrowna Chruschtscheljowa
Natalja Petrowna Chruschtscheljowa (russisch Наталья Петровна Хрущелёва, engl. Transkription Nataliya Khrushchelyeva; * 20. März 1973 in Tawda) ist eine ehemalige russische Leichtathletin. Von Hause aus Mittelstrecklerin, wurde sie auch in der 4-mal-400-Meter-Staffel ihres Landes eingesetzt.
Chruschtscheljowa nahm an den Olympischen Spielen 2004 in Athen 2004 teil, wo sie im 800-Meter-Lauf als Fünfte des Halbfinales den Endlauf knapp verpasste.
Bei den Leichtathletik-Europameisterschaften 1998 in Budapest gewann Chruschtscheljowa gemeinsam mit Swetlana Gontscharenko, Jekaterina Bachwalowa und Olga Kotljarowa die Silbermedaille in der 4-mal-400-Meter-Staffel. Die russische Mannschaft musste sich dabei in 3:23,56 min nur dem deutschen Team – Anke Feller, Uta Rohländer, Silvia Rieger und Grit Breuer – (3:23,03 min) geschlagen geben und konnte die drittplatzierten Britinnen um mehr als zwei Sekunden distanzieren.
Ihre größten internationalen Erfolg in einer Einzeldisziplin feierte Chruschtscheljowa bei den Leichtathletik-Weltmeisterschaften 2003 in Paris/Saint-Denis, als sie im 800-Meter-Lauf Dritte in 2:00,29 min hinter Maria de Lurdes Mutola aus Mosambik (1:59,89 min) und der Britin Kelly Holmes (2:00,18 min) wurde. 2003 wurde Chruschtscheljowa zudem Russische Meisterin im 800-Meter-Lauf.
Chruschtscheljowa ist 1,66 m groß und wog zu Wettkampfzeiten 51 kg.

## Bestzeiten
- 400 m: 51,49 s, 23. Juli 2000, Tula
  - Halle: 52,46 s, 19. Januar 2001, Moskau
- 800 m: 1:56,59 min, 31. Juli 2004, Tula
  - Halle: 2:00,68 min, 15. Februar 2004, Karlsruhe